# 무굴 정원

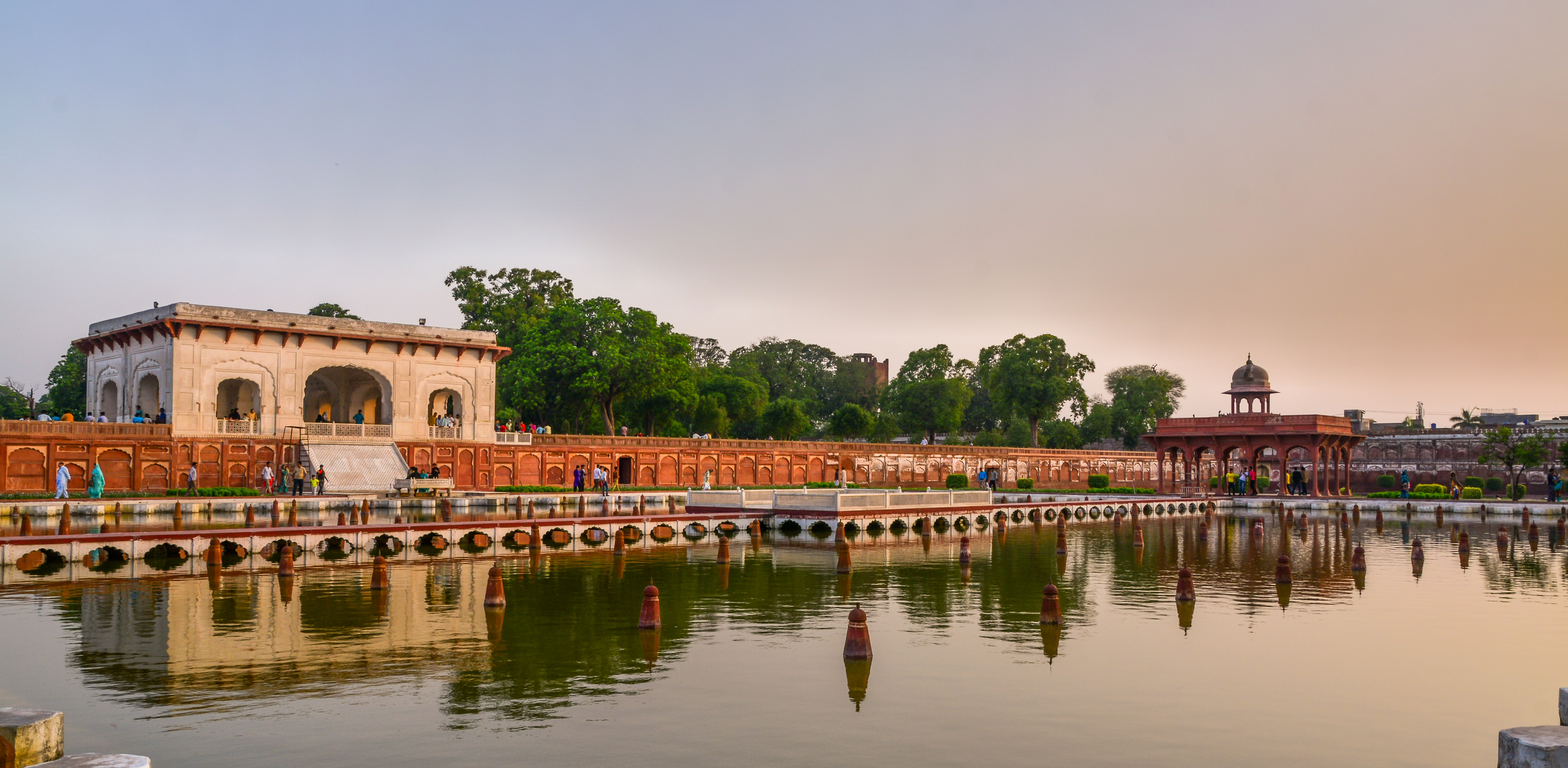
파키스탄 라호르 샬리마르 정원은 모든 무굴시대 정원 중 가장 유명한 것들의 하나에 속한다.

무굴 정원(Mughal Gardens)은 무굴 제국이 지은 일종의 정원이다. 이 스타일은 페르시아 정원, 특히 인간이 자연의 모든 요소와 완벽한 조화를 이루며 공존하는 지상의 유토피아를 표현하려는 차르바그 구조의 영향을 받았다.
벽을 둘러싼 부분 안쪽에서는 직선 설계가 많이 사용된다. 전형적인 특징으로는 정원 내부의 수영장, 분수, 운하 등이 있다. 아프가니스탄, 방글라데시, 인도에는 "고도로 규율된 기하학"이라는 측면에서 중앙아시아의 이전 정원과 다른 정원이 많이 있다.